# In aller Stille
In aller Stille ('En absoluto silencio' en alemán) es el undécimo álbum de estudio del grupo alemán de punk rock Die Toten Hosen. Fue lanzado el 14 de noviembre de 2008 por la discográfica JKP y producido por Vincent Sorg y Hans Steingen. Su portada es obra del artista gráfico alemán Dirk Rudolph. Se comercializaron tres ediciones distintas: la estándar, una que incluía un DVD con un documental más un videoclip y una en vinilo firmada por los músicos con una tirada limitada a 2.000 unidades. Las letras del álbum, compuestas casi en su totalidad por Campino, son tranquilas, reflexivas y con tintes filosóficos; su Leitmotiv es la energía.
In aller Stille alcanzó la primera posición en la lista de ventas de álbumes de Alemania, donde obtuvo la certificación de disco de platino.
Se han extraído cuatro sencillos de este disco: "Strom", "Alles was war", "Auflösen" y "Ertrinken". "Auflösen" se trata de un dueto con la actriz austriaca Birgit Minichmayr, con la que Campino compartió escenario en la representación de "La ópera de los tres centavos" de Brecht que tuvo lugar en el Admiralspalast de Berlín en 2006.

## Lista de canciones
1. Strom ("Corriente") − 2:48 (Música: Frege / letras: Frege)
2. Innen alles neu ("Por dentro todo nuevo") − 2:57 (Meurer / Frege)
3. Disco − 3:22 (Frege / Frege)
4. Teil von mir ("Parte de mí") − 3:00 (v. Holst / Frege)
5. Auflösen ("Separarse") − 3:19 (Frege / Frege, Birgit Minichmayr)
6. Leben ist tödlich ("La vida es mortal") − 3:26 (Meurer / Frege)
7. Ertrinken ("Ahogarse") − 4:13 (Breitkopf / Frege, Weitholz)
8. Alles was war ("Todo lo que fue") − 3:05 (Breitkopf / Frege)
9. Pessimist ("Pesimista") − 2:47 (Breitkopf/ Frege)
10. Wir bleiben stumm ("Nos quedamos mudos") − 3:33 (von Holst / Frege)
11. Die letzte Schlacht ("La última batalla") − 3:03 (von Holst, Meurer / Frege)
12. Tauschen gegen dich ("Intercambiar por ti") − 3:16 (von Holst / Steingen, Frege)
13. Angst ("Miedo") − 3:12 (von Holst / Frege)

## Sencillos
- Strom (2008)

1. Strom − 2:48
2. Dagegen − 2:22 (Ritchie / Frege)
3. Traum − 3:13 (Breitkopf, Meurer / Frege)
4. Urlaubsgrüße − 3:07 (v. Holst / Frege)

- Alles was war (2009)

1. Alles was war − 3:05
2. Kaufen geh’n − 2:55 (Breitkopf / Frege)
3. Sorgen um Thomas − 3:01 (v. Holst / Frege)

- Auflösen (2009)

1. Auflösen - 3:21
2. All You Need Is Love - 2:59 (Lennon / McCartney)
3. Fast wie im Film - 2:19 (Frege / Frege)

- Ertrinken (2009)

1. Ertrinken - 4:13
2. Neue Mitte - 2:28 (Frege, Funny van Dannen / Frege, van Dannen)
3. Im Nebel - 2:34 (Frege / Hermann Hesse)

## Versión argentina

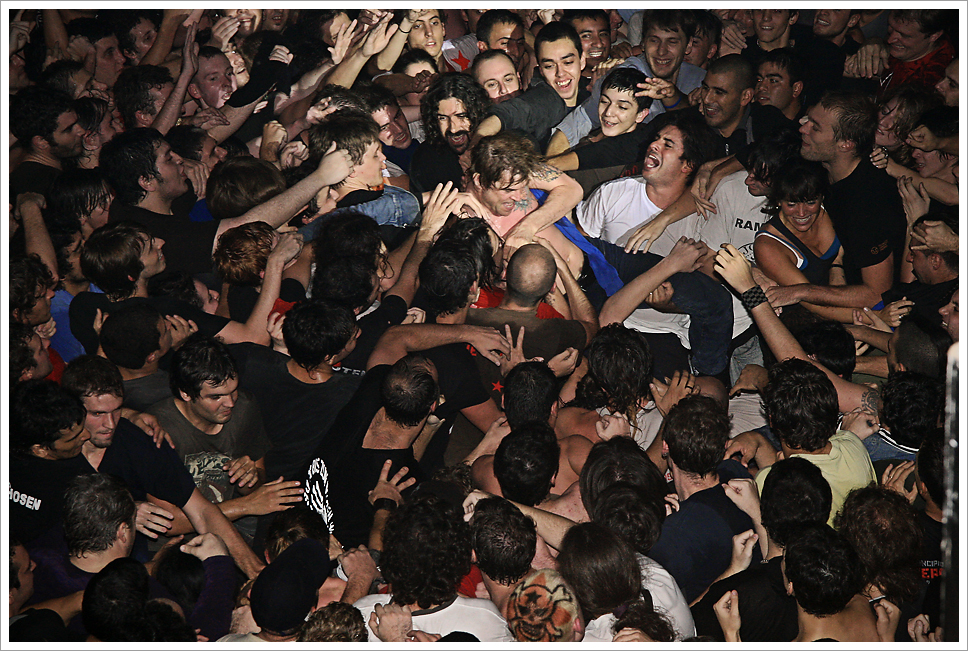
Campino practicando el crowd surfing el 25 de abril de 2009 en el Teatro Colegiales de Buenos Aires.

El 3 de abril de 2009 la banda lanzó al mercado una versión del álbum exclusivamente para el mercado argentino con el título de "La hermandad — En el principio fue el ruido", frase que hace referencia a un verso de la canción "Strom". El disco contiene canciones de In aller Stille, Zurück zum Glück y el sencillo Friss oder stirb. Los temas más antiguos fueron regrabados. Además, se incluyeron versiones de las canciones "Uno, dos, ultraviolento" de Los Violadores, "The Guns of Brixton" de The Clash y "Viva la muerte" de Slime, así como "Vida desesperada", una canción en alemán con estribillo en castellano.
Durante una actuación en el Teatro Colegiales de Buenos Aires en abril de 2009, los Toten Hosen grabaron con cámaras en miniatura un vídeo para la canción "Uno, dos, ultraviolento". Este se puede ver en la página oficial argentina del grupo.
"La hermandad — En el principio fue el ruido" incluye los siguientes temas:
1. Strom − 2:48
2. Weißes Rauschen − 2:07 (Meurer / Frege)
3. Innen alles neu − 2:57
4. Disco − 3:22
5. Vida desesperada − 3:11 (Breitkopf/Frege)
6. Ich bin die Sehnsucht in Dir − 4:03 (von Holst / Frege, Weitholz)
7. Pessimist − 2:47
8. Friss oder stirb − 3:43 (von Holst / Frege)
9. Viva la Muerte − 3:59 (Versión de Slime; Mayer-Poes / Mahler)
10. Leben ist tödlich − 3:26
11. Goodbye Garageland − 2:23 (Meurer / Frege, Ritchie, Matt Dangerfield)
12. The Guns of Brixton − 2:57 (Versión de The Clash; Paul Simonon / Simonon)
13. Teil von mir − 3:00
14. Alles was war − 3:05 (Breitkopf / Frege)
15. Die letzte Schlacht − 3:03
16. Uno, dos, ultraviolento − 2:57 (Versión de Los Violadores; Stuka / Stuka)
17. Freunde − 4:01 (Frege, von Holst / Frege)
18. Angst − 3:12

## Posición en las listas de ventas
| Año  | País     | Mejor posición |
| ---- | -------- | -------------- |
| 2008 | Alemania | 1              |
| 2008 | Austria  | 2              |
| 2008 | Suiza    | 3              |